# M400 Skycar
Le M400 Skycar est un projet d'aéronef de grande diffusion à  décollage vertical (ADAV) de la société aéronautique américaine Moller.
Son concepteur, Paul Moller, essaie de développer, sans succès depuis une quarantaine d'années, ce prototype qu'il souhaiterait voir devenir le véhicule particulier du futur.
Année après année, les vols du prototype sont reportés et les performances annoncées sur son site Internet ne sont pas justifiées, tant concernant l’adaptation de la formule au grand public que les avantages mis en avant.
La configuration utilisée est celle déjà mise en œuvre dans les années 1950 par le constructeur Frank Piasecki sur des prototypes ADAV comme le VZ-8 Airgeep qui ne dépassa pas le stade de prototype. L'expérience montrait que ces aéronefs comportaient d’importants inconvénients :
- ils étaient délicats à piloter ;
- ils ne pouvaient se récupérer d'une panne à faible altitude ;
- ils étaient très bruyants ;
- leur autonomie était extrêmement faible (quelques minutes de vol seulement), une grande partie du combustible étant consommée en phase de décollage et l'atterrissage nécessitant également une importante réserve.
- le prix des prototypes de Skycar est annoncé par le constructeur à 1 000 000 d'euros.

Comme expliqué dans un bulletin d'informations de Freedom Motors (entreprise associée de Moller) d'août 2019, Moller International est entré en dormance depuis 2015. Les actions de Moller International ont été révoquées par la SEC en septembre 2019.